# Chelonus nigrinervis
Chelonus nigrinervis är en stekelart som först beskrevs av Vladimir Ivanovich Tobias 1990.  Chelonus nigrinervis ingår i släktet Chelonus och familjen bracksteklar. Inga underarter finns listade i Catalogue of Life.